# HD224657
HD224657 — хімічно пекулярна зоря спектрального класу F0, що має видиму зоряну величину в смузі V приблизно  7,7.
Вона  розташована на відстані близько 588,7 світлових років від Сонця.